# The Sketch with the Thumb Print
The Sketch with the Thumb Print è un cortometraggio muto del 1912. Non si conosce il nome del regista del film che venne prodotto dalla Edison.

## Produzione
Il film fu prodotto dalla Edison Company.

## Distribuzione
Distribuito dalla General Film Company, il film - un cortometraggio in una bobina - uscì nelle sale cinematografiche degli Stati Uniti il 23 luglio 1912. Nel Regno Unito, venne distribuito il 21 dicembre 1921.